# Nihon Sandai Jitsuroku
Nihon Sandai Jitsuroku (日本三代実録?, lett. "La vera storia dei Tre Regni del Giappone"), poi noto come Sandai Jitsuroku, è una cronaca ufficiale commissionata, descrivente la Storia del Giappone e completante la narrazione della serie delle "Sei Storie della Nazione". Completato nel 901, il testo descrive il periodo compreso tra l'anno 858 e l'887.